# 795
Cette page concerne l'année 795  du calendrier julien. Pour l'année 795 av. J.-C., voir 795 av. J.-C.
L'année 795 est une année commune qui commence un jeudi.

## Événements
- Janvier : le basileus Constantin VI envoie sa femme Marie l’Arménienne dans un couvent et épouse sa maîtresse Théodoté le 4 septembre[1].
- 8 mai : victoire de Constantin VI sur les Arabes à Anousan. Il se rend à Éphèse où il baisse les droits de douane[2].
- Mai : Charlemagne tient son champ de mai à Kuffenstein, près de Mayence puis entre en Saxe pour faire sa jonction avec ses alliés Abodrites et Vélètes. Apprenant que le roi des Abodrites Witzan est tombé dans une embuscade tendue par les Saxons au passage de l'Elbe, Charles ravage le pays[3].
  - Pendant sa campagne en Saxe, dans son camp sur l'Elbe, Charlemagne reçoit des ambassadeurs d'un chef avar, portant le titre turc de tudun, qui lui exprime son intention de se soumettre et de se convertir au christianisme[4].
- 18 septembre : victoire des armées d'Hicham Ier sur le royaume des Asturies [5]. Après les sacs d'Oviedo par les omeyyades de Cordoue, en 794 et 795, Alphonse II des Asturies sollicite l'aide des Francs contre l'Islam. Charlemagne crée la marche d’Espagne.
- 26 décembre : début du pontificat de Léon III (fin en 816). Le nouveau pape reçoit l’ambassade d’Angilbert, abbé de Saint-Riquier (Centula), envoyé de Charlemagne qui lui fait des recommandations. Le pape envoie à son tour une ambassade pour porter à Charlemagne les clefs de la confession de Saint-Pierre et l'étendard de la ville de Rome, lui priant de députer à Rome un de ses représentants pour recevoir le serment de fidélité des habitants des États pontificaux[6].

- Les Vikings atteignent l'Irlande. Raid contre le monastère de Rechru, sur l’Île Lambay, près de l’actuelle Dublin. Raids sur Skye et Iona, Rathlin, Inishmurray et Inishbofin[7].
- Les Japonais dépêchent des envoyés vers le royaume du Balhae (Bohai) pour y chercher des alliances. Des relations régulières sont instituées en 798[8].

## Naissances en 795
- Lothaire Ier, fils de Louis Ier dit le Pieux et Ermengarde de Hesbaye, empereur d'Occident.

## Décès en 795
- 3 juin [9]: Mâlik ibn Anas, juriste musulman, fondateur d’une des 4 écoles juridiques (rites) de l’orthodoxie sunnite, école dite Malékite (ou 796).
- 29 décembre : Adrien Ier, 95e pape de l'Église catholique romaine, après 23 ans de pontificat.

- Sîbawayh, grammairien d’origine perse, né à Chiraz en 750[10].